# William Corlett
William Corlett, född 8 oktober 1938, död 16 augusti 2005, var en engelsk barnboksförfattare, mest känd för sin kvartett av romaner, The Magician's House, publicerad mellan 1990 och 1992.